# Neonatale intensive care unit

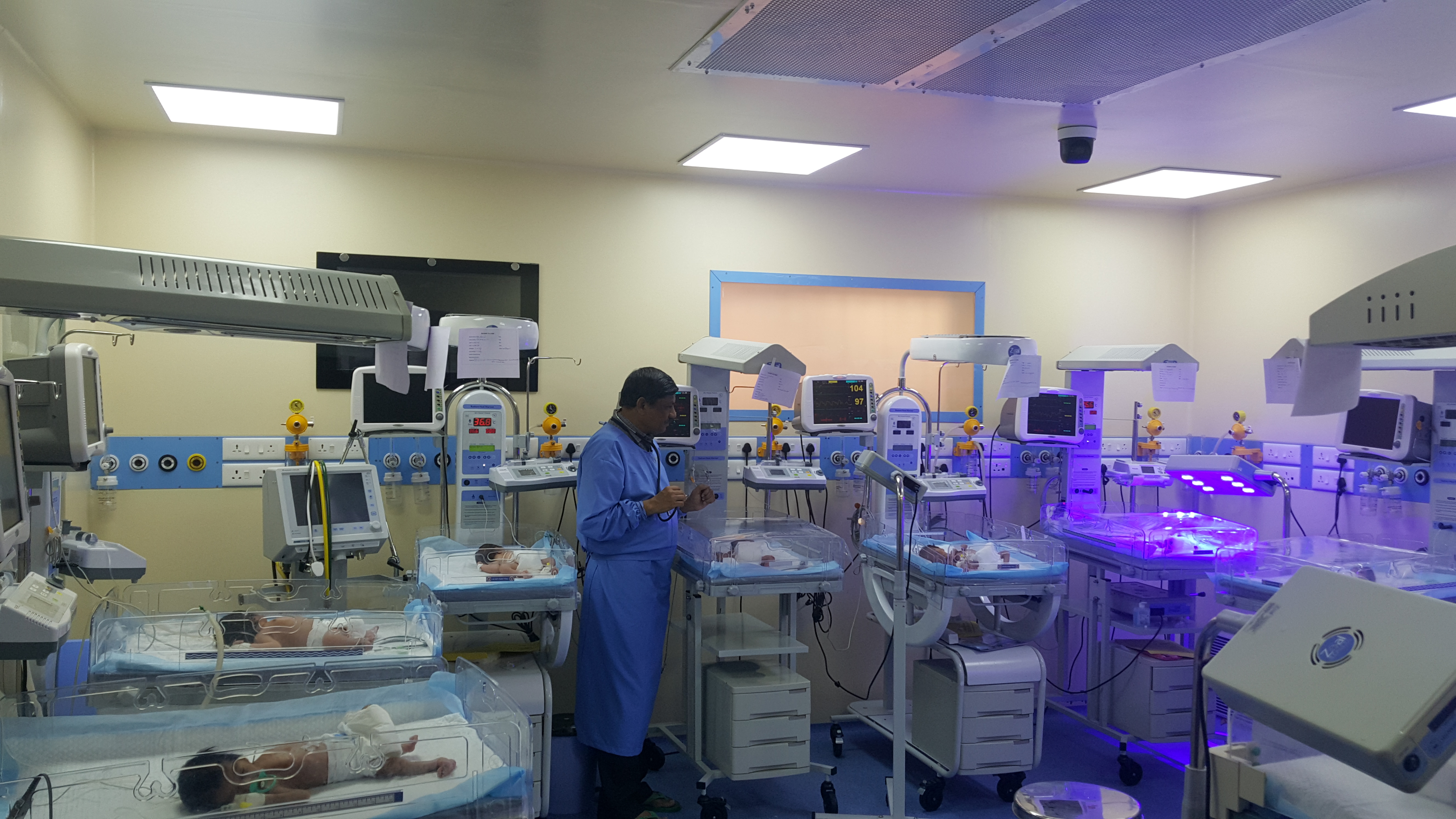
Foto van een NICU

Een Neonatale Intensive Care Unit (NICU) is een ziekenhuisafdeling waarbij intensieve zorg wordt verleend aan te vroeg geborenen en ernstig zieke pasgeborenen. In de zorg zijn in de eerste plaats ouders betrokken, en op professioneel niveau wordt zorg verleend door neonatologen (gespecialiseerde kinderartsen) en verpleegkundigen met de specialisatie neonatologie.  
In Nederland wordt intensieve zorg voor pasgeborenen georganiseerd in tien afdelingen waarvan acht gesitueerd zijn in de academische centra, en twee in daartoe gemachtigde algemene ziekenhuizen (Isala klinieken en Máxima Medisch Centrum locatie Veldhoven). 